# Toirdhealbhach Bóg Ó Briain
Toirdhealbhach Bóg Ó Briain  (mort en 1459) est roi de Thomond de 1444 à sa mort.

## Règne
Toirdhealbhach  est le 3e fils de Brian Sreamhach Ó Briain. Son frère Mathgamain Dall a déposé leur aîné Tadhg en 1438. Mathgamain Dall est lui-même déposé en 1444 par les Mac William de Clanricard et Toirdhealbhach Bóg accède au trône à sa place. En 1446 une révolte  éclate dans le Thomond, et le royaume est dévasté. Toirdhealbhach Bóg  O'Brien lui-même est fait prisonnier; mais Ulick Ruadh Burke Mac William de Clanricard, son beau-père, intervient et le rétabli par la force et remet tout en ordre. Il règne jusqu'à sa mort en 1459. Il a comme successeur son neveu Donnchadh, un fils de Mathgamain Dall qui règne brièvement avant d'avoir comme successeur le propre fils de Toirdhealbhach Tadhg an Chomhaid,.

## Union et descendance[5]
Il épouse Catherine, fille de Ulick III Ruaidh Burke et ils ont comme enfants : 
- Tagdh an Chomhaid Ó Briain ;
- Donnchadh Tadhg, évêque de Killaloe ;
- Conchobar Mór Ó Briain ;
- Toirdhealbhach Óg Ó Briain ;
- Mathgamain (mort en 1472) tanaiste ;
- Cinnéidigh ;
- Brian Ganeagh ;
- Muircheartach Beag (tanaiste) ancêtre du sept de Magowna.